# Cryptospiza
Cryptospiza (Salvadori, 1884) è un genere di uccelli passeriformi della famiglia degli Estrildidi.

## Tassonomia
Al genere vengono ascritte quattro specie, conosciute anche col nome comune di astri montani:
- Cryptospiza jacksoni Sharpe, 1902 - astro montano di Jackson
- Cryptospiza salvadorii Reichenow, 1892 - astro montano di Salvadori
- Cryptospiza shelleyi Sharpe, 1902 - astro montano di Shelley
- Cryptospiza reichenovii (Hartlaub, 1874) - astro montano di Reichenow

Nonostante vengano tradizionalmente visti come molto prossimi agli amaranti del genere Hypargos e Lagonosticta, in realtà questi uccelli appaiono molto prossimi all'amaranto dorso verde (col quale formano un clade) e alle astrildi del genere Estrilda.
Il nome scientifico del genere deriva dall'unione delle parole greche κρυπτός (kryptos, "nascosto") e σπίνος (spinos, fringuello), col significato di "uccelli nascosti", in riferimento al comportamento piuttosto timido di questi uccelli.

## Distribuzione
Tutte le specie di astro montano sono diffuse nel Corno d'Africa e nella regione dei Grandi Laghi, dove occupano le foreste montane ricche di sottobosco: solo l'astro montano di Reichenow presenta anche due popolazioni che vivono altrove, rispettivamente sull'isola camerunese di Bioko ed in Angola nord-occidentale.

## Descrizione

### Dimensioni
Si tratta di uccelli piuttosto grandi nell'ambito della propria famiglia d'appartenenza, ma che tuttavia misurano raramente più di 14 cm di lunghezza.

### Aspetto
Gli astri montani sono uccelli dall'aspetto tozzo e paffuto, impressione questa data anche dal becco corto e tozzo ma robusto e da ali e coda corte e arrotondate.

La colorazione è dominata dai toni del bruno-verdastro o del nero, con tendenza a schiarirsi sul ventre e con presenza di aree di colore rosso più o meno estese su testa, dorso e codione, che in ogni caso sono prerogativa della livrea maschile. Caratteristica degli appartenenti a questo genere è la presenza di piume nell'area delle narici.

## Biologia
Le specie del genere Cryptospiza sono uccelli dalle abitudini diurne molto timidi e guardinghi, che si muovono furtivamente nel sottobosco in coppie o piccoli gruppi, pronti ad immobilizzarsi o a fuggire al minimo accenno di pericolo. Caratteristica delle specie ascritte al genere è la presenza di una certa territorialità nei confronti di uccelli conspecifici appartenenti a gruppi estranei.

### Alimentazione
Gli astri montani sono uccelli granivori, che si nutrono perlopiù di semi di piccole dimensioni (privilegiando quelli ancora immaturi) ma integrano la propria dieta con altro materiale di origine vegetale (frutta, bacche, germogli) ed occasionalmente anche con piccoli invertebrati.

### Riproduzione
La riproduzione di questi uccelli non presenta per modalità e tempistica differenze significative rispetto a quella di altre specie di estrildidi, con ambo i sessi che collaborano alla costruzione del nido ed all'allevamento della prole.